# Aimee-Ffion Edwards
Aimee-Ffion Edwards   (Newport, 21 de novembre de 1987) és una actriu i cantant gal·lesa. És coneguda per haver interpretat Sketch a Skins, Esme Shelby a Peaky Blinders, Sophie a Detectorists i Abi a Loaded. També va protagonitzar el telefilm Vida i mort en un magatzem.